# Debbie Scottová
Debbie Scottová (vlastním jménem Deborah Dawn Bowker; * 16. prosince 1958) je bývalá kanadská atletka, běžkyně, která se specializovala na střední tratě.
Při svém startu na olympiádě v Los Angeles v roce 1984 doběhla ve finále na 1500 metrů desátá. Při premiéře světového halového šampionátu o rok později zvítězila v běhu na 3000 metrů. V dalších letech už medaili na mezinárodních soutěžích nezískala.